# Пругаста фока
Пругаста фока (Histriophoca fasciata) је перајар средње величине из породице правих фока (Phocidae).
Врста сезонски везана за лед, налази се у арктичким и субарктичким регионима северног Тихог океана, пре свега у Беринговом и Охотском мору. Одликује га упечатљива боја, са две широке беле траке и два бела круга на тамносмеђем или црном крзну.
То је једина жива врста из рода Histriophoca,  иако је могућа фосилна врста H. alekseevi, описана из миоцена у Молдавији. 

## Опис
Одрасле фоке препознатљиве су по црној кожи која носи четири беле ознаке: траку око врата, једну око репа и кружну ознаку на свакој страни тела, која обухвата предње пераје. Контраст је посебно јак код мужјака, док је код женки разлика у боји између светлих и тамних делова често мање приметна. Новорођенче пругасте фоке рађа се са белим наталним крзном. Након лињања наталног крзна, боја им се мења у плаво сиву на леђима и сребрнасту испод. Током три године, делови крзна постају тамнији, а други светлији након сваког лињања, а тек у доби од четири године појављује се пругаста шара.
Пругаста фока има кратку њушку са широким, дубоким унутрашњим ноздрвама и великим, заобљеним, напред постављеним очним дупљама.  Као и друге праве фоке, има проширене слушне мехуре и нема сагитални гребен. Пругаста фока има закривљене, широко размакнуте зубе и мање очњаке од осталих врста правих фока.
Пругаста фока има велику ваздушну врећицу на надувавање која је повезана са душником и протеже се са десне стране преко ребара. Већа је код мужјака него код женки, а сматра се да се користи за производњу подводних звукова, можда за привлачење партнера. За разлику од других перајара, пругаста фока нема режњеве у плућима која деле плућа на мања преграде.  Пругаста фока може нарасти око 1,6 м и тежити до 95 кг код оба пола.
Главни грабљивци пругасте фоке су велике беле ајкуле и китови убице. 

### Сексуални диморфизам
Мушки пругасти туљани су обично већи од женских. Ово је посебно препознатљиво по њиховој морфологији лобање јер су отвори за мушке ноздрве много већи од отвора за женске ноздрве. Већи мужјаци вероватно имају веће шансе за размножавање с више женки. Имају више снаге и побеђују у борбу са другим мужјацима око женки.

## Станиште
Пругаста фока живи у арктичким деловима Тихог океана. Зими и у пролеће извлачи се на лед да би се парила, олињала и породила. За то време, она се налази на леденом фронту у Беринговом и Охотском мору.  Током лета и јесени тракаста фока живи у отвореној води, мада се неки померају ка северу док се лед повлачи са топлијим температурама. Мало се зна о њеним навикама за то време, јер је тако далеко од копна и људског посматрања. Пегава фока готово никада не излази на копно.
До сада су постојала три призната случаја у којима су пругасте фоке пронађене далеко на југу, у Сквамишу, Британска Колумбија, Лонг Бичу, Вашингтон, и још даље на југу, у Моро Беју, Калифорнија. Ништа није наговештавало да је болест била узрок појаве туљана, јер су изгледале здраво.

## Понашање
Пругасте фоке ретко се виде ван леда и снега. Њихова метода кретања по леду је необична и високо специјализована. Док брзо увијају своје тело змијоликим покретима, хватају се за лед канџама и користе наизменичне потезе репних пераја да се повуку преко ледене површине. Примећено је да се овај облик кретања сматра неефикасним на другим површинама, највероватније због повећаног трења између животињског крзна и подлоге. 
Док су напољу на леду, пругасте фоке су приметно равнодушне према својој околини. Људи у чамцима били су у стању да се изблиза приближе тим фокама пре него што су их узнемирили. Примећене су мајке које остављају штенце дуже време. Ово би сугерисало да ретко доживљавају нападе од копнених предатора као што су медведи или људи, у односу на друге туљаве. Када се ови туљани заробе у мрежама, зна се да опонашају смрт. 

## Исхрана
Прехрана пругастих фока састоји се готово искључиво од пелагичних створења (отвореног мора): рибе попут харинги, јегуља, арктичког бакалара и главоножаца, попут лигњи и хоботница; млади туљани једу и ракове. Пругаста фока зарони до дубине до 200 м у потрази за храном; самотна је и не формира стада.
Пругасте фоке смештене у Беринговом мору конзумирају пољок, ивер и арктички бакалар.   Одрасле фоке имају релативно слабе и глатке очњаке јер њихова храна не захтева снажно раздирање. 

## Репродукција
Пругасте фоке имају полигинозни систем парења у којем се мужјаци паре са више женки. Пругасте фоке се паре и рађају на паковањима леда, морском леду који није повезан са копном. Мужјаци користе вокализације за одбрану подручја узгоја или да привуку партнере.  Мужјаци постају сексуално зрели у доби од три до шест година, а женке постају сексуално зреле између две и пет година.  Парење се јавља једном годишње и обично се одвија крајем маја до јуна, што одговара губитку морског леда у пролеће.
Након парења, ембрион се не имплантира директно након оплодње, већ има одложену имплантацију отприлике два до четири месеца. Одложена имплантација омогућава женки да роди када је обим морског леда највећи. Труднице имају гестацију отприлике десет до једанаест месеци, и роде једно штене. Женке доје своје штене на паковању леда током отприлике четири до шест недеља. Женке у млеку обезбеђују да њихово штене добије велику количину протеина и масти, што омогућава младунчету да брзо расте. Док доји, женка не узима храну, већ се мора ослањати на залихе масти у њеном телу. Након престанка дојења, женка ће научити младунче како да се рони и сакупља храну.
Млади туљани рађају се белим ланугом (крзнени огртач) који се одбацује (лиња) око месец дана након рођења. Ови младунци не улазе у воду све док њихова бела длака потпуно не отпадне, јер њихов слој сала и заштита од хладних температура океана остаје неразвијен до лињања. Млади пругасти туљани били су ловљени због меког и густог крзна, због чега је популација опадала.

## Заштита
Младунци пругастих фока изгледају као младе гренландске фоке, а попут ових, ловили су их због крзна. Будући да не формирају стада, пругасте фоке било је теже ухватити него гренландске фоке. Откако је Совјетски Савез 1969. године ограничио лов на пругасте фоке, њихова популација се опоравила. Тренутна популација је око 250.000.
У марту 2008. године, америчка влада је пристала да проучи популацију пругастих фока на Аљасци и разматрала је додавање на листу угрожених врста. Међутим, у децембру 2008, америчка влада је одлучила да морски лед који је критичан за опстанак туљана неће бити угрожен глобалним загревањем, и одбила је да пописује врсте. Уместо тога, постала је врста под ризиком (Species of Concern)  америчке Националне службе за морско рибарство (National Marine Fisheries Service). Државна управа америчке владе за океане и атмосферу (National Oceanic and Atmospheric Administration) и Национална служба за морско рибарство, имају забринутости у вези са статусом и претњама неким врстама, за које нема довољно доступних података да би се оне могле ставити у амерички Закон о угроженим врстама (Endangered Species Act).
У лето 2009. године Центар за биолошку разноликост поднео је захтев за промену одлуке. 10. јула 2013, након поновног прегледа статуса ове врсте, Национална служба за морско рибарство утврдила је да уврштавање у ЕСА није оправдано.